# Javier Ernesto Núñez
Javier Ernesto Núñez es un escritor argentino. Nació en Rosario (Argentina) el 27 de mayo de 1976. 
Durante finales de la década de 1990 colaboró con la revista rosarina Ciudad Gótica como narrador e ilustrador. Posteriormente publicó cuentos breves en otras revistas literarias del país y el exterior, como la revista Oliverio, Axolotl y No Retornable (Buenos Aires) y Letralia (Venezuela). 
Entre 2010 y 2011, después de la publicación de su primer volumen de relatos, fue colaborador frecuente en la sección contratapa del suplemento Rosario/12 del diario Página/12. 
En el año 2011 fue uno de los diez finalistas del Premio Emecé de novela, cuyo jurado estaba conformado por Claudia Piñeiro, Leopoldo Brizuela y Pedro Mairal. En 2012, su novela La doble ausencia, fue ganadora del Premio Latinoamericano a Primera Novela “Sergio Galindo”, convocado por la editorial de la Universidad Veracruzana (México), transformándolo en el primer escritor argentino en obtener esta distinción.
El 5 de diciembre de 2012, por iniciativa de la concejala Daniela León, el Concejo Municipal de Rosario lo declaró "Escritor Distinguido" de la ciudad en función a su trayectoria y a los reconocimientos obtenidos en la 19° Feria Internacional del Libro Universitario, organizada por la Universidad Veracruzana de México.
En 2022 su novela Hija de nadie obtuvo el Premio Casa de las Américas de novela. El jurado integrado por Dazra Novak (Cuba), Mayra Montero (Puerto Rico), Claudia Apablaza (Chile) y Santiago Vizcaíno consideró que la obra “Muestra un buen pulso narrativo, gran manejo de los diálogos y narra, en tono cinematográfico, la historia distópica de dos mujeres que resisten a una realidad áspera y cruel”.

## Obra
- 2009: La risa de los pájaros (cuentos). Argentina: Editorial Ciudad Gótica

- 2012: Praga de noche (cuentos). Argentina: Editorial El ombú bonsai.

- 2013: La doble ausencia (novela). México: Editorial UV

- 2013: Tríptico (crónicas). Argentina: Editorial Eduvim

- 2014: La doble ausencia (novela). Argentina: Editorial Eduvim / Editorial UV

- 2016: Praga de noche (cuentos). EE. UU.: Sudaquia Editores

- 2017: Después del fuego (novela). Argentina: Editorial Le Pecore Nere

- 2018: La feroz belleza del mundo (cuentos). Argentina: Editorial Casagrande

- 2021: Postales de un mapa imposible (relatos) con ilustraciones de Jorgelina Giménez. Argentina: Editorial Listocalisto

- 2022: El pulso secreto de las cosas (relatos). Argentina: Editorial Palabrava

- 2022: La música de las cosas perdidas (novela). Argentina: Editorial UNR/Eduvim
- 2023: Hija de nadie (novela). Cuba: Fondo Editorial Casa de las Américas

## Premios y distinciones
- 2022: Ganador – Premio Casa de las Américas Novela, Cuba
- 2012: Declarado "Escritor Distinguido" de la ciudad de Rosario por el Concejo Municipal.

- 2012: Ganador – VI Premio a Primera Novela “Sergio Galindo”, convocado por la Editorial UV (México)

- 2011: Finalista – Premio Emecé Novela, Argentina

- 2006: Mención – Convocatoria “De las sombras a la luz”, Municipalidad de Rosario, Argentina

- 2004: Finalista – IV Concurso de Cuento “Encuentro de dos mundos”, Ferney-Voltaire, Francia.

- 2003: Ganador – I Concurso Nacional de Cuentos “Eduardo Gudiño Kieffer”, Buenos Aires, Argentina.

## Colaboraciones
- Diario Clarín (Buenos Aires), sección «Mundos íntimos».

- Diario La Capital (Rosario), suplemento «Señales».

- Diario Rosario/12 (Rosario)

- Revista literaria Ciudad Gótica (Rosario)

- Revista literaria eSe (Rosario)

- Revista literaria En voz alta (Rosario)

- Revista literaria Oliverio (Buenos Aires)

- Revista literaria Revista Siamesa (Buenos Aires)

- Revista literaria Axolotl (Buenos Aires)

- Revista literaria No retornable (Buenos Aires)

- Revista literaria La balandra (Buenos Aires)

- Revista literaria Letralia (Venezuela)